# Barbara Baldavin
Barbara Baldavin (* 18. Oktober 1938 in Quincy, Massachusetts; † 31. März 2024 in Manhattan Beach, Kalifornien) war eine US-amerikanische Schauspielerin und Casting-Direktorin, die vor allem für ihre Rolle Schwester Holmby in Medical Center bekannt wurde.

## Leben
Baldavin spielte 1964 ihre erste Fernsehrolle in einer Folge der Serie Tausend Meilen Staub. Zwischen 1966 und 1969 trat sie als Angela Martine in insgesamt drei Folgen von Raumschiff Enterprise auf und stellte sie verschiedene Rollen in der Serie Adam-12 dar. Weitere Auftritte hatte sie unter anderem in den Fernsehserien FBI (1965–1973), Medical Center (1969–1976) in der sie die Schwester Holmby spielt und Quincy (1979).
Sie heiratete den Casting-Direktor Joseph D’Agosta und wurde später selbst Casting-Assistentin und -Direktorin, hauptsächlich für die Serien Trapper John, M.D. (1981–1986), Der Denver-Clan (1981–1984), Matt Houston (1982–1984) und Finder of Lost Loves (1984–1985).

## Filmografie (Auswahl)

### Filme
- 1971: Missouri (Wild Rovers)
- 1972: Terror in Block C (Women in Chains, Fernsehfilm)
- 1974: Houston, bitte kommen... (Houston, We've Got a Problem, Fernsehfilm)
- 1974: Giganten am Himmel (Airport 1975)
- 1974: Hangup
- 1977: The November Plan (Fernsehfilm)
- 1979: Marciano (Fernsehfilm)
- 1993: Skeeter

### Fernsehserien
- 1964: Tausend Meilen Staub (Rawhide, eine Folge)
- 1965–1967: Auf der Flucht (The Fugitive, zwei Folgen)
- 1965–1967: Insight (zwei Folgen)
- 1966–1969: Raumschiff Enterprise (Star Trek, drei Folgen)
- 1968–1969: Adam-12 (drei Folgen)
- 1968–1971: Mannix (zwei Folgen)
- 1971: Columbo: Mord mit der linken Hand (Death Lends a Hand)
- 1965–1973: FBI (The F.B.I., fünf Folgen)
- 1969–1976: Medical Center (45 Folgen)
- 1976: Barnaby Jones (eine Folge)
- 1978: Drei Engel für Charlie (Charlie’s Angels, eine Folge)
- 1978: Die Sieben-Millionen-Dollar-Frau (The Bionic Woman, eine Folge)
- 1979: Quincy (Quincy M.E., eine Folge)
- 1979–1980: Vegas (Vega$, zwei Folgen)

### Casting-Assistentin und -Direktorin
- 1980: Hagen
- 1981–1986: Trapper John, M.D.
- 1981–1984: Der Denver-Clan (Dynasty)
- 1982–1984: Matt Houston
- 1982: Strike Force
- 1982: Wiegenlied des Grauens (Don't Go to Sleep)
- 1982: Shooting Stars
- 1984–1985: Finder of Lost Loves
- 1985: Im Angesicht der Wahrheit (The Lady from Yesterday)
- 1989: The Princess and the Dwarf
- 1993: Curacao
- 1998: Fallen Arches